# Dremel (software)
Dremel è un sistema distribuito sviluppato da Google per analisi interattiva di grandi insiemi di dati.
Dremel è il motore di interrogazione usato per il servizio BigQuery di Google.
Dremel è stata l'ispirazione per lo sviluppo di Apache Drill e Apache Impala.